# Giovanni Battista Locatelli
Giovanni Battista Locatelli (Milan, 7 janvier 1713 – Saint-Pétersbourg, 14 mars 1785) est un directeur d'opéra, impresario italien, propriétaire d'une compagnie d'opéra et actif en Europe centrale et en Russie.

## Carrière
Locatelli est poète de cour à Bonn en 1741. Il écrit des livrets pour l'intermezzo Il matrimonio sconcertato, per forza del Bacco de Filippo Finazzi (Carnaval 1744, à Prague), et un opéra en trois actes, Diana nelle selve (1745, Prague). De 1748 à 1756, il présente des productions d'opéra à Prague, notamment des œuvres de Gluck sur des livrets de Metastasio : Ezio (1750) et Issipile (1752) et une reprise d’Ipermestra (1750). Il monte d'autres opéras à Dresde, dans les années 1750. Il fait faillite en 1757 et se rend en Russie pour relancer sa carrière en tant qu'organisateur de spectacles.
Lui et sa troupe sont invités à Saint-Pétersbourg. Pour la cour, ils montent un opéra chaque semaine et, deux à trois fois par semaine, ils sont autorisés à ouvrir des représentations publiques. Le répertoire est composé principalement d'opéras buffe italiens, par exemple, celui intitulé Sanctuaire des Dieux. L'Impératrice et le Grand-Duc Pierre assiste chacun, au moins à une représentation. En 1759, il déménage sa troupe à Moscou, où il dirige un théâtre avec le soutien financier de l'état jusqu'à sa faillite, en 1762. Après la mort de l'Impératrice Elisabeth, le théâtre est incapable de présenter des spectacles. L'impératrice Catherine II lui verse 3 000 roubles pour ses années de service, en retour du plus haut niveau de performance de l'opéra que la Russie n'avait jamais vu. Il termine sa carrière en dirigeant un cabaret (Krasnïy kabak ou la jolie taverne) à la périphérie de Saint-Pétersbourg qui « jouissait du patronage d'une clientèle exclusive ».
Au cours de ses années en Russie, la troupe y a notamment présenté pour la première fois Domenico Fischietti et sept opéras de Baldassare Galuppi (1706–1785) :
- Il mondo della luna (Лунный мир précédemment créée en 1750, Venise)
- Il filosofo di campagna (Деревенский философ, 1754, Venise)
- L'Arcadia in Brenta (Аркадия в Бренте, 1749, Venise)
- I bagni d'Abano (Купанье в Абано, écrit en collaboration avec Bertoni, 1753, Venise)
- Il conte Caramella (Граф Карамелла, 1749, Vérone?)
- La calamità de' cuori (Сердечное бедствие, 1752, Venise)[1]
- Il mondo alla roversa, ossia Le donne che commandono (Мир наизнанку, или Женщины командуют, 1750, Venise)